# Ral·li Regne de Lleó
El Ral·li Regne de Lleó (oficialment i en castellà Rallye Reino de León) és una prova de ral·li sobre trams de terra que es disputa anualment, des de l'any 2021, entorn de la ciutat de Lleó. Està organitzat per l'equip ATK Motorsport i forma habitualment part del Campionat d'Espanya de Ral·lis de Terra, entre d'altres campionats menors. A la seva primera edició de 2021, també va formar part del Super Campionat d'Espanya de Ral·lis.

## Palmarès
| Any  | Pilot                | Copilot       | Cotxe                  |       |
| ---- | -------------------- | ------------- | ---------------------- | ----- |
| 2021 | Iván Ares            | David Vázquez | Hyundai i20 R5         | [ 3 ] |
| 2022 | Oriol Gómez          | José Murado   | Volkswagen Polo GTI R5 | [ 4 ] |
| 2023 | Juan Carlos Quintana | Javi Martínez | Škoda Fabia Rally2 Evo | [ 5 ] |